# 扎斯季諾切
49°17′18″N 25°38′57″E / 49.28833°N 25.64917°E
扎斯季諾切（烏克蘭語：Застіноче），是烏克蘭的村落，位於該國西部捷爾諾波爾州，由捷尔诺波尔区負責管轄，始建於1471年，面積1.27平方公里，2001年人口489，人口密度每平方公里384/1人。